# Scindapsus coriaceus
Scindapsus coriaceus — вид квіткових рослин із родини кліщинцевих (Araceae), роду Scindapsus. Це ліана, рідним ареалом якої є Борнео.